# Reszta kwasowa
Reszta kwasowa (ang. acid radical, niekiedy acid residue) –  nazwa fragmentu cząsteczki kwasu powstałego po oderwaniu się od kwasu w wyniku dysocjacji elektrolitycznej jednego lub więcej atomów wodoru.
Nazwa ta jest o tyle myląca, że kwas oprócz atomów wodoru składa się wyłącznie z reszty kwasowej, a zatem ta „reszta” stanowi zasadniczą część kwasu, decydującą o jego własnościach.
Schemat ogólny:
HA → A−
 + H+

gdzie HA - wyjściowy kwas, A - wolna reszta kwasowa, H - oderwany jon wodorowy
Np.
H
2SO
4 → HSO−
4 + H+

przy czym resztę HSO−
4 można traktować jako nowy kwas:
HSO−
4 → SO2−
4 + H+

Zgodnie z teorią Brønsteda w reakcji dysocjacji kwasu protonowego, wolna reszta kwasowa jest zasadą sprzężoną z jej kwasem czyli jonem wodorowym, przy czym jest ona tym mocniejszą zasadą, im mocniejszym kwasem był pierwotny związek zawierający tę resztę kwasową.
Z drugiej stron moc kwasu wyjściowego zależy właśnie od struktury chemicznej reszty kwasowej.  W przypadku prostych kwasów nieorganicznych, zarówno tych zawierających tlen w swojej strukturze (np. H2SO4), jak i beztlenowych (np. HCl), ich moc wzrasta wraz ze wzrostem elektroujemności centralnego atomu w reszcie kwasowej. W przypadku kwasów organicznych zależności te są bardziej złożone.
Reszta kwasowa, która przyłączyła do siebie na stałe kation inny niż wodorowy, tworzy z nim sól.